# Аномодон утончённый
Аномодон утончённый (лат. Anomodon attenuatus) — крупный желтовато-зелёный мох семейства Аномодоновые (Anomodontaceae).

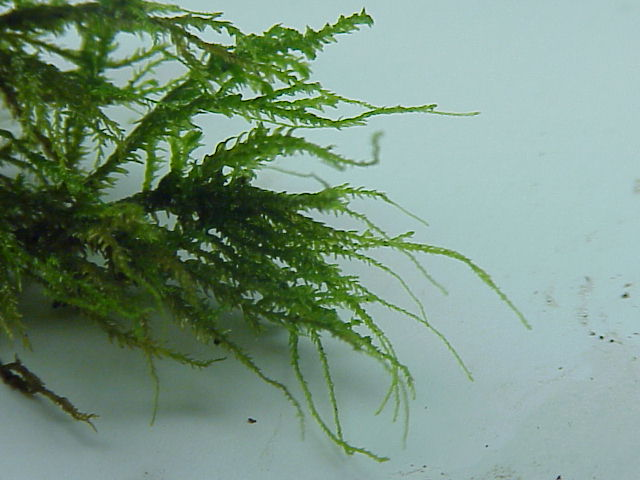